# 南福岡車両区
南福岡車両区（みなみふくおかしゃりょうく）は、福岡県福岡市博多区寿町1丁目1番1号にある九州旅客鉄道（JR九州）の車両基地である。本社鉄道事業本部の直轄。
鹿児島本線南福岡駅構内に立地する。福岡近郊区間で運用される近郊形電車のほか、JR九州エリアの在来線で運用される特急形電車も配置され、合わせて500両以上が在籍するJR九州最大の車両基地である。また、竹下駅構内に南福岡車両区竹下車両派出（車両配置なし）を設置している。
1960年（昭和35年）に南福岡電車区（みなみふくおかでんしゃく）として設置されたが、2010年（平成22年）4月に組織改正により運転部門と車両・検修部門が分離され、運転部門が南福岡運転区（みなみふくおかうんてんく）に、車両・検修部門が南福岡車両区になった。本記事では双方について記述する。南福岡車両区竹下車両派出については、博多運転区を参照。

## 歴史
第二次世界大戦中にあった九州飛行機の工場跡地に建設された。工場跡地の奥行が短く本線と並行に配線しては長編成の列車が配置できない為、現在のように本線とは斜めに配線するレイアウトとなった。
- 1960年（昭和35年）10月14日 - 九州島内の交流電化事業の一環として、当時の日本国有鉄道（国鉄）雑餉隈駅（現・南福岡駅）構内に開設される。門司鉄道管理局管轄で、略号は「門ミフ」。
  - 営業用車両として最初に配置されたのは近郊形の421系電車である。その後、昭和40年代には九州島内の電化拡大と九州 - 本州間の優等列車網の強化により、特急・急行形電車も多数配置されていった。
- 1987年（昭和62年）4月1日 - 国鉄分割民営化により、JR九州本社の直轄となる。略号は「本ミフ」。
- 2001年（平成13年）4月1日 - この年に新設された北部九州地域本社に移管。略号は「北ミフ」。
- 2010年（平成22年）4月1日 - 組織改正により南福岡運転区と南福岡車両区に分離。同時期に再度北部九州地域本社からJR九州本社の直轄となる[5]。略号は「本ミフ」。

## 配置車両の車体に記される略号
「本ミフ」：本社直轄を意味する「本」と、南福岡の電報略号「ミフ」から構成される。

## 配置車両
以下は2023年（令和5年）4月1日現在の配置車両である。なお、それぞれの編成記号の末尾に含まれる「M」は当区の配置であることを意味している。
- 783系電車（CM編成）

  - 「みどり」色の4両編成4本 (CM11 - 14)、「ハウステンボス」色の4両編成5本 (CM21 - 25)、リニューアル色の4両編成4本 (CM2, 3, 5, 33)、リニューアル色の貫通扉付きの4両編成1本(CM35)、計56両が配置されている[7]。なおCM3・5・33編成は保留車となっている[1]。
  - 特急「きらめき」「みどり」「ハウステンボス」「かささぎ」に使用されている[8]。2022年9月23日のダイヤ改正により、「かいおう」「かもめ」から撤退した。
  - リニューアル色のうち、CM33編成は、元「にちりん」用で、「かいおう」「きらめき」などの他、波動輸送や代走などに用いられた。貫通扉付きのCM35編成は「きらめき」運用が多く、「みどり」運用や波動輸送、代走などに用いられた。
  - 2016年（平成28年）9月から11月にかけて、増結用中間車の4両が小倉総合車両センターに廃車回送され、同年12月に廃車された。
  - 2021年3月13日のダイヤ改正でリニューアル色編成は定期運用が消滅。
  - 2021年4月1日時点では「みどり」色の4両編成5本 (CM11 - 15)、「ハウステンボス」色の4両編成5本 (CM21 - 25)、リニューアル色の5両編成6本 (CM1 - 5, 34)、4両編成3本 (CM31 - 33)、リニューアル色の貫通扉付きの4両編成1本(CM35)、計86両が配置されていた[9]。
  - 2021年5月から9月にかけてCM1・31・32編成と、CM3・5編成のモハ783が廃車され[10]、CM3・5編成は4両編成となった。
  - 2022年1月から2月にかけてCM15編成と、CM2編成のモハ783が廃車され[11]、CM2編成も4両編成となっている。
- 787系電車（BM編成）
  - 8両編成6本 (BM1, 3, 6 - 8, 10)、6両編成8本 (BM2, 4, 5, 11 - 14, 363) の計96両が配置されている[12]。
  - 8両編成は「リレーかもめ」「かささぎ」「きらめき」に、6両編成は「かささぎ」「きらめき」「にちりん」「にちりんシーガイア」「ひゅうが」「かいおう」に使用されている。BM363は36ぷらす3に運用される編成。
  - 2022年9月23日のダイヤ改正以前は6・7両編成で主に「かもめ」「みどり」の運用に就いており、7両編成で運転される列車には、サハ787形1両を増結していた。
  - 一時は全編成が当所に所属していたが、2011年（平成23年）に4両編成11本が大分車両センターに転属した。
- 885系電車（SM編成）
  - 6両編成11本 (SM1 - 11)、計66両が配置されている[13]。
  - 「リレーかもめ」「みどり」「かささぎ」「ソニック」で運用される。長崎本線列車は、以前は「かもめ」のみの運用であったが、2022年9月23日のダイヤ改正により、「みどり」での運用も開始した[14]。
  - 以前は「かもめ」用が黄帯、「ソニック」用が青帯とデザインが分けられ、運用も分けられていたが、予備車が少ないことから運用上の自由度を高めるため、帯色の青色への統一が進められ、運用が事実上統一された[15]。
- 811系電車（PM編成）
  - 0番台4両編成7本 (PM1, 5 - 8, 15, 16)、100番台4両編成7本 (PM102 - 104, 106, 107, 110, 111)、1500番台4両編成3本 (PM1504, 1511, 1512)、2000番台4両編成6本 (PM2003, 2009, 2010, 2013, 2014, 2017)、2100番台4両編成2本 (PM2101, 2108)、7600番台4両編成1本 (PM7609)、8100番台4両編成1本 (PM8105) の計27編成・108両が配置されている[16]。
  - 鹿児島本線（門司港 - 荒尾間）、日豊本線（小倉 - 宇佐間）、長崎本線（鳥栖 - 肥前浜間）、佐世保線（江北 - 佐世保間）で運用されている。2022年9月23日から、長崎本線の江北 - 肥前浜間と、佐世保線での運用を開始した。
  - PM7609, PM8105の2編成は検測装置が搭載されているため「811 REDEYE」として、検測運転を行うことがある[17]。
- 813系電車（RM編成）
  - 0番台3両編成8本 (RM001 - 007, 009)、100番台3両編成12本 (RM102 - 113)、300番台3両編成2本 (RM301, 302)、2200番台3両編成25本 (RM2201 - 2203, 2205, 2207, 2209 - 2217, 2219, 2221 - 2226, 2232 - 2234, 2236)、3000番台3両編成1本 (RM3001)、3100番台3両編成15本 (RM3101 - 3115)、3400番台3両編成9本 (RM3404, 3406, 3408, 3418, 3420, 3427, 3429, 3430, 3435)、3500番台3両編成1本 (RM3503) の計73編成・219両が配置されている[18]。
  - 2015年（平成27年）3月に後述の817系の増備にあわせて1000番台2本（現・RG1002, 1003）が筑豊篠栗鉄道事業部直方車両センターに転出した[19]。
  - 鹿児島本線（門司港 - 荒尾間）、長崎本線（鳥栖 - 肥前浜間）、佐世保線（江北 - 早岐間）、日豊本線（小倉 - 佐伯間）で運用されている。2022年9月23日のダイヤ改正により、長崎本線の肥前浜 - 肥前大浦間の運用を終了したほか、日豊本線の宇佐 - 佐伯間での運用を開始した。
- 817系電車（VM編成）
  - 3000番台3両編成11本 (VM3001 - 3011)、計33両が配置されている[20]。全車ロングシート。2012年から2013年（平成25年）、2015年にかけて新製配属。
  - 基本的には鹿児島本線（門司港 - 荒尾間）で運用されているが、813系の代走や臨時列車で長崎本線・佐世保線へ入線することがある。2013年のダイヤ改正から昼間の快速や準快速、普通列車にも充当するようになった。2022年9月23日のダイヤ改正により、福北ゆたか線から撤退した。
  - かつては0番台が長崎本線・佐世保線用に配属されていたが、2005年（平成17年）に長崎鉄道事業部長崎運輸センターへ転出、一時は配置がなくなっていた。なお、回送列車の入出庫・留置と台車検査は転出後も実施している。

## 過去の配置車両
- 581系・583系（国鉄時代に向日町運転所などに転出）
- 485系（大分鉄道事業部大分運輸センター、鹿児島総合車両所に転出または廃車）
- 475系・457系（国鉄時代に大分電車区などに転出または廃車）
- 421系・423系（国鉄時代に大分電車区に転出または廃車）
- 713系（鹿児島総合車両所に転出）
- 715系（廃車）
- クモヤ740形電車（牽引車。廃車）
- 821系電車（UM編成）
  - 転属時点で0番台3両編成10本 (UM001 - 010)、計30両が配置されていた[21]。2018年（平成30年）2月20日に先行量産車として2本が新製配置され、以降2021年度まで増備が続けられた。
  - 2022年9月23日のダイヤ改正にあわせて全編成が熊本車両センターに転属した[21]。
  - 鹿児島本線（門司港 - 八代間）にて朝ラッシュ時・夕ラッシュから深夜帯の固定運用にのみに就いているが、ごくまれに代走の運用に入ることがあった。
- 415系電車（FM編成）
  - 転属時点で1500番台4両編成8本 (FM1513 - 1520)、計32両が配置されていた[21]。ラッシュ時を中心に鹿児島本線（門司港 - 荒尾間）、長崎本線（鳥栖 - 佐賀)で運用されていた。
  - 1987年（昭和62年）4月の国鉄民営化時点では32編成・128両[22]が配置されていた。
  - 2011年（平成23年）4月1日時点では0番台3本、500番台2本、1500番台14本、計19編成・76両が配置されていた[23]。
  - 2022年9月23日のダイヤ改正にあわせて、当区に残存していた全編成が大分車両センターに転属した[21]。

## 南福岡運転区乗務員乗務範囲
- 鹿児島本線：門司港 - 荒尾間
- 長崎本線：鳥栖 - 肥前浜間
- 佐世保線：全線